# کر گرانت
 کر گرانت (انگلیسی: Kerr Grant؛ زاده ۲۶ ژوئن ۱۸۷۸ درگذشته ۱۳ اکتبر ۱۹۶۷) یک دانشمند اهل  استرالیاn بود. 